# Stefania Goldenring
Stefania Goldenring, ps. „Dr. Stephan Roskoschny”, Leona Wallenrod (ur. 28 kwietnia 1873 w Łodzi, zm. 27 lutego 1920 w Berlinie) – tłumaczka dzieł literatury polskiej, rosyjskiej, jidysz, francuskiej i włoskiej na język niemiecki.

## Życiorys
Mieszkała w Berlinie, gdzie prowadziła otwarty dom dla Polaków przyjeżdżających z Ziem Polskich. Była autorką przekładów utworów E. Orzeszkowej, M. Konopnickiej, B. Prusa, S. Żeromskiego, W. Gomulickiego, W. Sieroszewskiego, G. Zapolskiej i H. Sienkiewicza, w tym powieści oraz nowel, opublikowanych w dziesięciu tomikach pod wspólnym tytułem Gesammelte Werke (1920). Ponadto publikowała przekłady na łamach Agramer Zeitung (1903, 1909), Prager Tagblatt (1903, 1904), Innsbrucker Nachrichten (1904, 1912), Czernowitzer Tagblatt (1904, 1911, 1912), Salzburger Wacht (1906, 1916), Egerer Anzeiger (1907), Mährisches Tagblatt (1912, 1915, 1916), Montags-Revue aus Böhmen (1912, 1915), Österreichische Morgenzeitung (1915–1917), Die Zeit (1915). Należała do Allgemeiner Schriftstellerverein i Deutscher Schriftstellerinnenbund.

## Publikacje
- Polnisch: Eine reiche Sammlung nützlicher Gespräche mit Aussprachebezeichnung nebst systematischem Vokabular und kurzgefasster Grammatik. VIII, 234 S. Berlin: Neufeld & Henius 1905. (Neufelds Sprachführer für Haus und Reise, Bd. 4) – przewodnik językowy do nauki języka polskiego[1].

## Wybrane tłumaczenia
- Szolem Alejchem: Aus dem nahen Osten (1919)[8]
- Michaił Arcybaszew: Ssanin (1907)[9]
- Szalom Asz: Bilder aus dem Ghetto (S. Fischer, 1907)
- Cesare Castelli(inne języki): Das dritte Rom (1925)
- Salamon Dembitzer(inne języki): Aus engen Gassen (1915)
- Wacław Gąsiorowski: Die Königsmörder (1920)
- Szemarja Gorelik: Jüdische Köpfe (1920)
- Maksim Gorki:
  - Die Geschichte eines Bäckergesellen (Neufeld & Henius, 1904)
  - Der Vagabund (1913, 1923)
  - Der rote Waska und andere Novellen (1913, 1923)
  - Die Geschichte eines Verbrechens und andere Erz (1919)
  - Der grüne Kater (1921)
  - Gesunkene Leute (1923)
  - Ein wildes Mädchen (1923)
  - Die Geschichte eines Bäckergesellen (1923)
  - Das Ehepaar Orlow (1923)
  - Warenka Olessow und andere Erzählungen (1946, 1923)
- Ludomir Różycki: Eros und Psyche (1917)
- Henryk Sienkiewicz:
  - Die Kreuzritter (1913)[8]
  - Quo Vadis? (1906, 1921, 1930, 1932[6], 1994[8])
  - Gesammelte Werke (1920[6])
  - Geschichten aus aller Welt (1925)[8]
- Lew Tołstoj: Die Kosaken (1913)
- Gabriela Zapolska:
  - Wovon man nich spricht (Oesterheld & Co., 1910)
  - Frau Renas Ehe (1913, 2021)
  - Aristokraten (1913)
  - Der Polizeimeister (1914)
  - Sommerliebe (1915)
  - Woran man nicht denken mag (1915)
  - Die unberührte Frau (1920)
- Stefan Żeromski: Der Rächer; ein Roman aus Polens schwerer Zeit (Ullstein, 1915)[8]